# Loral Space & Communications
A Loral Space & Communications Inc. é uma empresa de comunicação via satélite liderada por Michael B. Targoff e incorporada em Delaware. A empresa foi formada em 1996 a partir dos restos da Loral Corporation quando a Loral desfez de suas empresas de integração de sistemas eletrônicos de defesa para a Lockheed Martin por 9,1 milhões de dólares. Em 2006, Bernard L. Schwartz aposentou depois de liderar a companhia por muitos anos.
Em 5 de outubro de 2007, a Loral Space & Communications e o Fundo de pensão canadense CPPIB (Canada Pension Plan Investment Board) recebem a aprovação regulamentar final necessária para completar a aquisição da Telesat da BCE Inc. por 3,25 bilhões de dólares canadenses. A aquisição foi finalizada em 31 de outubro de 2007, com a Loral detendo 64% da Telesat. Além de seu investimento na Telesat, em parceria com a Public Pension Investment Board companhia pública do Canadá. A empresa também participa de uma série de joint ventures internacionais e nacionais, incluindo uma participação acionária na XTAR.
Até novembro de 2012, a Loral Space & Communications Inc. operava a fabricante de satélite Space Systems/Loral (SS/L, adquirida em 1990, como a divisão de sistemas espaciais da Ford Aerospace), quando a empresa anunciou sua venda para a MacDonald Dettwiler.